# Ефективен алтруизъм
Ефективният алтруизъм е философско и обществено движение, което се застъпва за „използване на доказателства и разум, за да се намерят подходи за облагодетелстване на другите възможно най-много и да се предприемат съответни действия“. Ползите за здравето от ефективния алтруизъм обикновено се измерват в коригирани по качество години живот.:с. 34
Хората, които възприемат ефективния алтруизъм, се наричат ефективни алтруисти. Докато много ефективни алтруисти се фокусират върху работа с идеална цел, философията на ефективния алтруизъм се прилага по-широко към процеса на приоритизиране на научни проекти, дейности на компании и политически инициативи, за които може да се прецени, че спасяват животи, помагат на хората или по друг начин носят повече ползи на хората.:с. 179 – 195 Рационалната общност е свързана група, която привлича някои ефективни алтруисти.
Обичайните практики на ефективните алтруисти включват значителни дарения за благотворителност, понякога чрез публично обещание за даряване на определен процент от дохода, и базиране на избора на кариера на количеството добро, което кариерата постига, което може да включва стратегията доход с цел дарения или с цел раздаване. С ефективния алтруизъм са свързани над 46 милиарда долара, посветени на ефективни благотворителни организации. Около 100 млн. долара са дарени чрез обещанието „Даваме каквото можем“, а общите даренията за всяка една година възлизат на 416 млн. долара (според статистика от 2019 г.), представляващи 37% годишен темп на растеж от 2015 г. Много ефективни алтруисти приоритизират предприемането на действия за справяне с глобалната бедност, хуманното отношение към животните и рисковете за оцеляването и процъфтяването на човечеството в дългосрочно бъдеще.
Философските принципи на ефективния алтруизъм включват безпристрастност, неутралност на каузата, рентабилност (ефективност на разходите) и съпоставителния анализ („противоположни разсъждения“).
Някои критици на ефективния алтруизъм възразяват срещу практиката на приоритизиране на каузите. Други възразяват срещу възприеманото от тях пристрастие към измерими интервенции, както и пренебрегването на по-радикалните икономически промени.
Известни хора, повлияни от ефективния алтруизъм, включват Бил и Мелинда Гейтс, Уорън Бъфет, Илон Мъск, Сам Банкман-Фрийд, Питър Тийл, Дан Смит и Лив Бойри.

## Философия
Ефективните алтруисти поставят философски въпроси около най-ефективните начини за облагодетелстване на другите. Те опитват да намерят най-правдоподобните отговори на тези въпроси, така че хората да могат да действат въз основа на тези отговори. Подобни философски въпроси изместват отправната точка на разсъжденията от „какво да правя“ към „защо и как“.
Ефективните алтруисти все още не са достигнали до консенсус относно отговорите на всички подобни въпроси.:с. 1 – 9 Но минималното философско ядро на ефективния алтруизъм включва наличието на някаква причина да се облагодетелстват всички останали, тоест причина за насърчаване на тяхното благополучие „и по-силна причина да се облагодетелстват другите и най-силна причина да им се помага възможно най-много, поне поразимо и ако нищо друго не се променя“. Това ядро вероятно е съвместимо с голямо разнообразие от възгледи за морала и мета-етиката.

### Ефективност на разходите
Организациите на ефективните алтруисти твърдят, че някои благотворителни организации са много по-ефективни от други: или защото някои не постигат целите си, или поради различната цена за постигането на тези цели. Когато е възможно, те се стремят да идентифицират благотворителни организации, които са много рентабилни, което означава, че постигат по-голяма полза за дадено ниво разходи. Например, те избират здравни интервенции въз основа на тяхното въздействие, измерено чрез удължен живот на еврото или долара: броейки години на живот с коригиране на качеството (QALY) или години на живот с коригиране на уврежданията (DALY). Тази мярка за тежестта на заболяването се изразява като броя на годините, загубени поради лошо здраве, увреждане или ранна смърт.